# Мавунга, Стефани
Тафадзва Стефани Мавунга (англ. Tafadzwa Stephanie Mavunga; род. 24 февраля 1995 года в Хараре, Зимбабве) — американская профессиональная баскетболистка зимбабвийского происхождения, выступает в женской национальной баскетбольной ассоциации в команде «Чикаго Скай». Была выбрана на драфте ВНБА 2018 года во втором раунде под общим четырнадцатым номером клубом «Индиана Фивер». Играет на позиции тяжёлого форварда.

## Ранние годы
Стефани родилась 24 февраля 1995 года в городе Хараре, столице Зимбабве, в семье Филипа и Джин Мавунги, у неё есть два брата, Джулиан и Джордаш. В конце 1997 года её семья переехала в Англию, а через год — в Индианаполис, где Филип работал водителем грузовика, а Джин — медсестрой. В третьем классе, когда Стефани стала использовать своё второе имя, её семья перебралась в соседний город Браунсберг, где она училась в одноимённой средней школе, в которой выступала за местную баскетбольную команду.